# 강원연구원

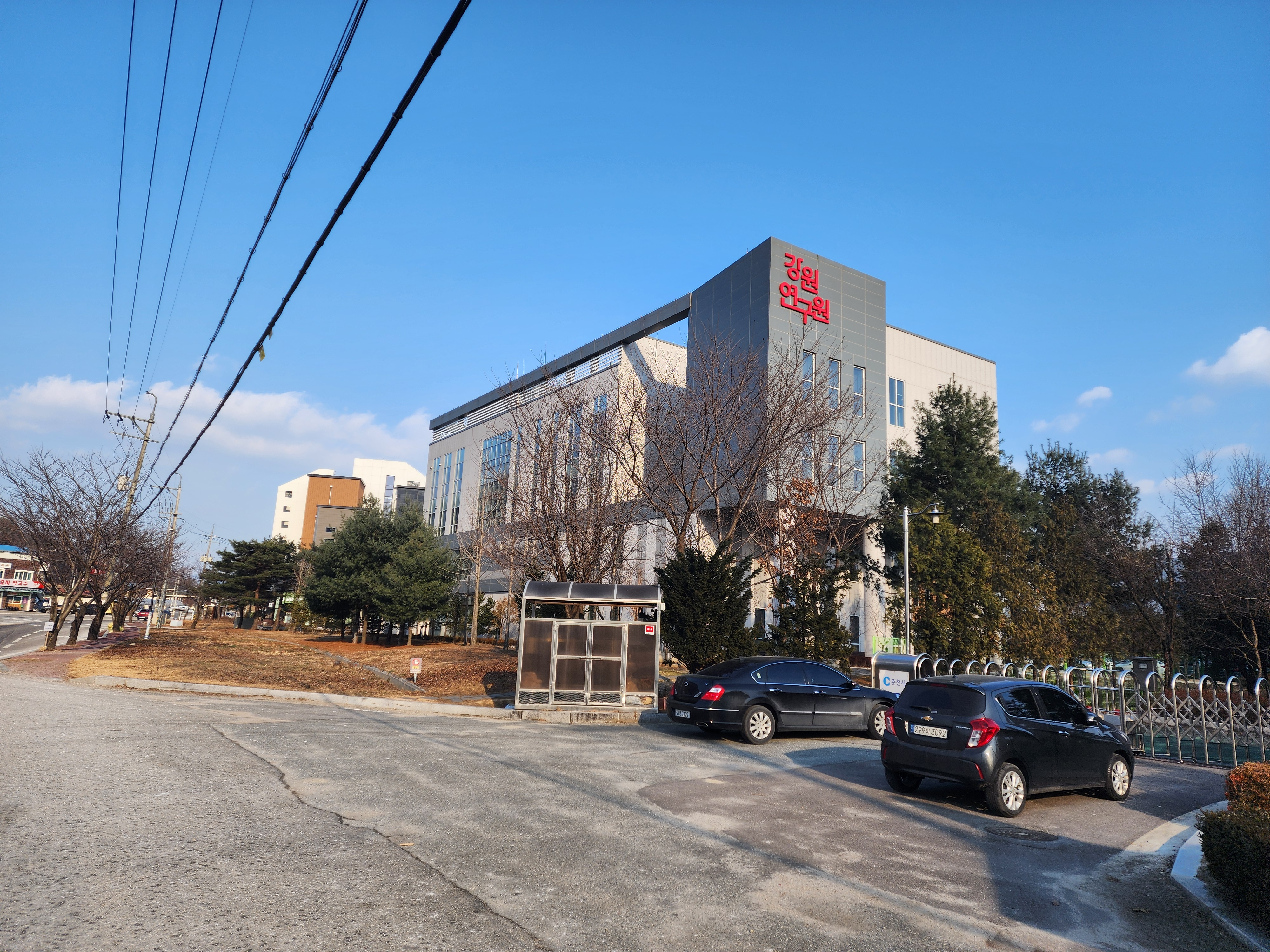
강원연구원 전경

강원연구원 (Gangwon Institute), 강원도에서 출연한 종합정책연구기관으로 1994년 9월 1일 개원하였다. 강원도의 경제·사회·복지·문화 등 모든 부분에 관한 중장기 개발 전략 및 지역경제 진흥과 관련된 과제에 대하여 체계적인 조사·연구활동을 통하여 지역단위의 정책개발 기능을 수행함으로써 지역개발과 지역경제·사회발전에 기여하는 것이 이 연구원의 설립 목적이다.

## 개요
- 조직 :  4실, 1국
- 비전 : 창의적인 연구로 주도적인 지역발전 모델 제시
- 목표 : 특별자치시대, Gangwon State 구축 지원

## 조직
- 원장 현진권(2022. 9. 13~)
- 이사회, 자문위원회, 정책연구위원
- 기획조정실, 분권연구실, 혁신성장연구실, 지역개발실, 사무국
- 강원학연구센터, 경제분석·공공평가센터, 강원도과학문화거점센터, 탄광지역발전지원센터, 강원도시재생지원센터, 강원도지역균형발전지원센터

## 역대 원장
| 대수      | 이름   | 임기                              | 비고 |
| --------- | ------ | --------------------------------- | ---- |
| 제1대     | 오진모 | 1994년 7월 18일 ~ 1997년 7월 17일 |      |
| 제2대     | 남동우 | 1997년 7월 18일 ~ 1998년 7월 31일 |      |
| 제3대     | 황인정 | 1998년 9월 1일 ~ 2001년 8월 31일  |      |
| 제4대     | 황인정 | 2001년 9월 1일 ~ 2003년 4월 3일   |      |
| 제5대     | 최동규 | 2003년 4월 4일 ~ 2006년 3월 18일  |      |
| 제6대     | 김정호 | 2006년 7월 1일 ~ 2009년 6월 30일  |      |
| 제7대     | 김정호 | 2009년 7월 1일 ~ 2010년 10월 6일  |      |
| 제8-9대   | 김종민 | 2010년 10월 7일 ~ 2014년 8월 5일  |      |
| 제10~11대 | 육동한 | 2014년 8월 6일 ~ 2020년 1월 16일  |      |
| 제12대    | 박영일 | 2020년 7월 13일 ~ 2021년 4월 7일  |      |